# Зоран Дамяновски
Зоран Дамяновски (на македонска литературна норма: Зоран Дамјановски) е политик и общественик от Северна Македония, три мандата кмет на град Куманово. Член е на Социалдемократическия съюз на Македония.

## Биография
Роден е в 1956 година в Куманово. Завършва основно образование и гимназия в родния си град. След това в 1981 година завършва Медицинския факултет на Скопския университет. Продължава да учи в Загреб и Любляна, където в 1987 година става магистър гинеколог. В 1991 година специализира гинекология и акушерство в Скопие. След завършването на образованието си работи като гинеколог в Градската болница в Куманово.
Дамяновски е женен с три деца.
На местните избори през април 2005 година е избран за градоначалник на община Куманово като кандидат на коалицията „За Македония заедно“, в която влизат Социалдемократическия съюз на Македония и Либералнодемократическата партия. На местните избори в 2009 и в 2013 година Дамяновски отново е избран за кмет.